# Муниципијум
Муниципијум (лат. municipium, множина. municipia) израз је који се у римској држави користио за тзв. другу класу градова, чији је статус био испод колонија (colonia). Муниципијуми су имали властиту самоуправу, али њихови грађани, за разлику од колонија, нису имали римско држављанство него тек тзв. латинско право (ius Latii). Муниципијуми, за разлику од колонија, обично нису били оснивани од Римљана него су настајали тако што би се већ постојеће неримско насеље ставило под римску власт.
Грађани муниципијума су имали дужности римског држављана, које су се тицале плаћања пореза и војне службе, али нису смјели судјеловати у политичком животу, тј. бирати и бити бирани на јавне дужности. Извршну власт у муниципијума су обично вршила четири магистрата изабрана на годину дана — два дуумвира и два едила, док су савјетодавну власт вршили декуриони окупљени у тијело налик на сенат.
Муниципијуми су изгубили своје значење када је године 212. цар Каракала свим римским поданицима дао држављанство. Од тог израза се, међутим, настали изрази за општину у романским и другим европским језицима.